# Characodoma harmeri
Characodoma harmeri is een mosdiertjessoort uit de familie van de Cleidochasmatidae. De wetenschappelijke naam van de soort is voor het eerst geldig gepubliceerd in 1987 door Gerhard Cadée.